# Portsmouth Football Club
El Portsmouth Football Club és un club de futbol d'Anglaterra, de la ciutat de Portsmouth. Va ser fundat en 1898 i actualment juga a la Football League One anglesa.

## Història

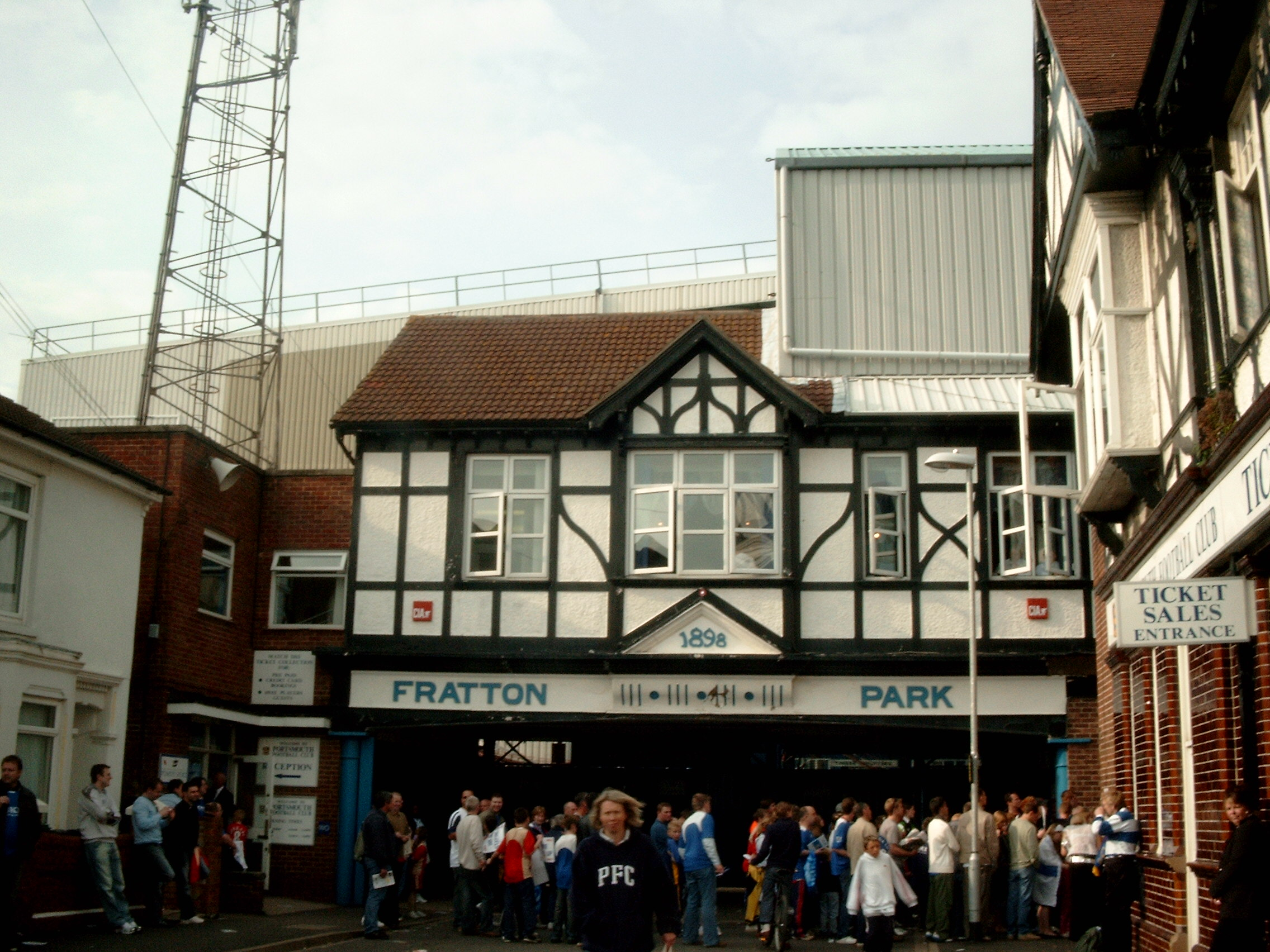
Entrada a Fratton Park

El club va ser fundat el 5 d'abril de 1898 amb John Brickwood com a primer president. S'uní a la Southern Football League el 1899 que guanyà en dues ocasions els anys 1902 i 1920. La temporada 1920-21 ingressà a la Tercera Divisió, que guanyà el 1923-24 ascendint a segona. La temporada 1926–27 assoleix per primer cop l'ascens a la primera divisió anglesa. Des d'aleshores els seus majors èxits han estat dos campionats de lliga anglesos (1948–49 i 1949–50) i dues copes (1938-39 i 2007-08).

## Palmarès

### Tornejos nacionals
- Lliga anglesa de futbol (2): 1948-49, 1949-50
- FA Cup (2): 1938-39, 2007-08
- Football League First Division (1): 2002-03
- Football League Third Division (2): 1961-62, 1982-83
- Football League Third Division South (1): 1923-24
- Community Shield (2): 1939, 1949
- Southern Football League (2): 1902, 1920
- Southern Charity Cup (1): 1903
- Hants Charity Cup (2): 1906, 1907
- Western Football League (3): 1901, 1902, 1903
- Barclays Asia Trophy (1): 2007
- Football League Two (1): 2016-17

## Entrenadors
| - 1898 Frank Brettell - 1901 Bob Blyth - 1905 Richard Bonney - 1911 Bob Brown - 1920 John McCartney - 1927 Jack Tinn - 1947 Bob Jackson - 1952 Eddie Lever - 1958 Freddie Cox - 1961 George Smith - 1970 Ron Tindall - 1973 John Mortimore - 1974 Ian St. John - 1977 Jimmy Dickinson - 1979 Frank Burrows |  | - 1982 Bobby Campbell - 1984 Alan Ball - 1989 John Gregory - 1990 Frank Burrows - 1991 Jim Smith - 1995 Terry Fenwick - 1998 Alan Ball - 2000 Tony Pulis - 2000 Steve Claridge - 2001 Graham Rix - 2002 Harry Redknapp - 2004 Velimir Zajec - 2005 Alain Perrin - 2005 Harry Redknapp - 2008 Tony Adams - 2009 Paul Hart, substituït per Avram Grant el novembre del 2009 |

## Jugadors destacats

### Jugador de l'any del Portsmouth (des de 1968)
| Any  | Vencedor        |
| ---- | --------------- |
| 1968 | Ray Pointer     |
| 1969 | John Milkins    |
| 1970 | Nicky Jennings  |
| 1971 | David Munks     |
| 1972 | Richie Reynolds |
| 1973 | no escollit     |
| 1974 | Paul Went       |
| 1975 | Mick Mellows    |
| 1976 | Paul Cahill     |
| 1977 | no escollit     |
| 1978 | no escollit     |
| 1979 | Peter Mellor    |

| Any  | Guanyador       |
| ---- | --------------- |
| 1980 | Joe Laidlaw     |
| 1981 | Keith Viney     |
| 1982 | Alan Knight     |
| 1983 | Alan Biley      |
| 1984 | Mark Hateley    |
| 1985 | Neil Webb       |
| 1986 | Noel Blake      |
| 1987 | Noel Blake      |
| 1988 | Barry Horne     |
| 1989 | Micky Quinn     |
| 1990 | Guy Whittingham |
| 1991 | Martin Kuhl     |

| Any  | Guanyador       |
| ---- | --------------- |
| 1992 | Darren Anderton |
| 1993 | Paul Walsh      |
| 1994 | Kit Symons      |
| 1995 | Alan Knight     |
| 1996 | Alan Knight     |
| 1997 | Lee Bradbury    |
| 1998 | Andy Awford     |
| 1999 | Steve Claridge  |
| 2000 | Steve Claridge  |
| 2001 | Scott Hiley     |
| 2002 | Peter Crouch    |
| 2003 | Linvoy Primus   |

| Any  | Guanyador        |
| ---- | ---------------- |
| 2004 | Arjan de Zeeuw   |
| 2005 | Dejan Stefanović |
| 2006 | Gary O'Neil      |
| 2007 | David James      |
| 2008 | David James      |

### Jugadors del Portsmouth a la Copa del Món
1950
- Jimmy Dickinson  Anglaterra

1954
- Jackie Henderson  Escòcia
- Alex Young  Escòcia
- Jimmy Dickinson  Anglaterra

1958
- Norman Uprichard  Irlanda del Nord
- Derek Dougan  Irlanda del Nord

1994
- Alan McLaughlin  República d'Irlanda

1998
- Fitzroy Simpson  Jamaica
- Paul Hall  Jamaica

2002
- Mladen Rudonja  Eslovènia
- Robert Prosinečki  Croàcia
- Yoshikatsu Kawaguchi  Japó

2006
- Ognjen Koroman  Sèrbia i Montenegro
- Shaka Hislop  Trinitat i Tobago

### Equip de tots els temps
En finalitzar la temporada 2007-08 els lectors del diari The News de Portsmouth van escollir els 11 millors jugadors de tots els temps.
| 1  | POR | [[Fitxer:Flag of England.svg\|23x15px\|border \|alt=Anglaterra\|link=Selecció de futbol d'Anglaterra\|{{#if:\|]] | David James       |
| 2  | DEF | [[Fitxer:Flag of England.svg\|23x15px\|border \|alt=Anglaterra\|link=Selecció de futbol d'Anglaterra\|{{#if:\|]] | Glen Johnson      |
| 3  | DEF | [[Fitxer:Flag of England.svg\|23x15px\|border \|alt=Anglaterra\|link=Selecció de futbol d'Anglaterra\|{{#if:\|]] | John Beresford    |
| 4  | MIG | [[Fitxer:Flag of England.svg\|23x15px\|border \|alt=Anglaterra\|link=Selecció de futbol d'Anglaterra\|{{#if:\|]] | Paul Merson       |
| 5  | DEF | [[Fitxer:Flag of England.svg\|23x15px\|border \|alt=Anglaterra\|link=Selecció de futbol d'Anglaterra\|{{#if:\|]] | Sol Campbell      |
| 6  | DEF | [[Fitxer:Flag of England.svg\|23x15px\|border \|alt=Anglaterra\|link=Selecció de futbol d'Anglaterra\|{{#if:\|]] | Jimmy Dickinson   |
| 7  | MIG | [[Fitxer:Flag of England.svg\|23x15px\|border \|alt=Anglaterra\|link=Selecció de futbol d'Anglaterra\|{{#if:\|]] | Peter Harris      |
| 8  | MIG | [[Fitxer:Flag of Croatia.svg\|23x15px\|border \|alt=Croàcia\|link=Selecció de futbol de Croàcia\|{{#if:\|]]      | Robert Prosinecki |
| 9  | DAV | [[Fitxer:Flag of Scotland.svg\|23x15px\|border \|alt=Escòcia\|link=Selecció de futbol d'Escòcia\|{{#if:\|]]      | Duggie Reid       |
| 10 | DAV | [[Fitxer:Flag of England.svg\|23x15px\|border \|alt=Anglaterra\|link=Selecció de futbol d'Anglaterra\|{{#if:\|]] | Guy Whittingham   |
| 11 | MIG | [[Fitxer:Flag of England.svg\|23x15px\|border \|alt=Anglaterra\|link=Selecció de futbol d'Anglaterra\|{{#if:\|]] | Jack Froggatt     |